# マルチターム
株式会社マルチタームは、オンラインゲーム向け通信ミドルウェアMPSを手掛けるネットワーク技術者集団。
2006年12月25日にNHN Japan（現 LINE）によって完全子会社化された。更に2007年9月1日付けでNHN Japan（現 LINE）へと吸収合併された。

## 事業

### MassplayerSystem (MPS)

#### サービス中のタイトル
- プロ野球ファミスタオンライン
- 対戦☆大富豪（携帯電話アプリ）
- 対戦☆ボンバーマン8（携帯電話アプリ）

#### 提携終了したタイトル
- ファンタジーアース ゼロ（ - 2008年6月）

#### サービス終了タイトル
- 首都高バトルOnline
- 銀河英雄伝説VII
- ときめきメモリアルONLINE( - 2007年7月31日)

### 採用実績
- 113ライセンス